# Elvira Mallafré i Sala
Elvira Mallafré Sala (Sabadell, Vallès Occidental, 9 d'abril de 1956) és una nedadora catalana, ja retirada.
Membre del CN Sabadell, va ser especialista en les proves crol, velocitat i velocitat perllongada. Va ser campiona de Catalunya en cinc ocasions, destacant en 4x100 m lliures i estils, i quatre a nivell estatal, destacant en la prova 4x100 m lliures. Amb la selecció espanyola de natació va ser internacional en dues ocasions. Posteriorment, va formar de la junta directiva del Club Natació Sabadell.

## Palmarès
Campionat de Catalunya
- 1 Campionat de Catalunya d'estiu en 400 m lliures: 1971
- 2 Campionat de Catalunya d'estiu en 4x100 m lliures: 1969, 1971
- 2 Campionat de Catalunya d'estiu en 4x100 m estils: 1970, 1971
- 1 Campionat de Catalunya d'hivern en 4x100 m lliures: 1969

Campionat d'Espanya
- 1 Campionat d'Espanya d'estiu en 100 m papallona: 1971
- 1 Campionat d'Espanya d'estiu en 4x100 m lliures: 1970
- 2 Campionat d'Espanya d'hivern en 4x100 m lliures: 1970, 1971